# Vän bland fiender
Vän bland fiender (ryska: Свой среди чужих, чужой среди своих) är en sovjetisk actionfilm från 1974 i regi av Nikita Michalkov.
Filmen utspelar sig under 1920-talet i ryska Fjärran Östern. En guldtransport som bevakas av tjekisten Sjilov rånas. Han misstänks vara medbrottsling och fängslas. Han lyckas fly och infiltrera banditgänget för att avslöja sanningen. Men i spetsen för gänget står den hänsynslöse Brylov som inte är så lättlurad. 

## Rollista
- Jurij Bogotyrev – Jegor Sjilov
- Anatolij Solonitsyn – Vasilij Sarytjev
- Sergej Sjakurov – Andrej Zabelin
- Alexander Porokhovshchikov – Nikolaj Kungurov
- Aleksandr Kajdanovskij – Lemke
- Nikita Michalkov – Alexander Brylov
- Konstantin Rajkin – Kajum
- Nikolaj Zasukhin – Semjon Nikodimov